# AFMS-2
Die Artillerie-Funkmeßstation AFMS-2, abgekürzt AFMS-2. war ein in der damaligen Sowjetunion bis 1950 entwickeltes Artillerieaufklärungsradar. Die russische Bezeichnung lautete станция наземной артиллерийской разведки-2, abgekürzt СНАР-2. und bedeutet sinngemäß übersetzt Station zur bodengebundenen Artillerieaufklärung. Das Radargerät diente zur Aufklärung gegnerischer Ziele, der Ermittlung von Zielkoordinaten und zur Führung des eigenen Feuers. In dieser Funktion löste sie ihren Vorgänger SNAR-1 ab.

## Entwicklung
Mit Vergrößerung der Reichweite der Artillerie stellte sich schon frühzeitig das Problem der Ermittlung der Zielkoordinaten. Bei Schussweiten von mehr als 10 km war eine zeitnahe optische Aufklärung von Zielen und die ausreichend genaue Ermittlung ihrer Koordinaten nur noch schwer, bei Nacht und schlechter Sicht überhaupt nicht mehr möglich. Mit Schallmessverfahren konnten bereits im Zweiten Weltkrieg gegnerische Artilleriestellungen auch bei Fehlen direkter Sichtverbindungen geortet und ihre Koordinaten ermittelt werden. Der Vorteil dieses Verfahrens liegt darin, dass es sich um ein passives Verfahren handelt, das nicht fernaufklärbar ist. Nachteilig ist die Beschränkung auf eine Reichweite von ungefähr 20 km – die während des Krieges jedoch meist ausreichend war – und die Tatsache, dass mit ihm die Abschüsse gegnerischer Artillerie vermessen werden. Artillerie, die den Feuerkampf noch nicht aufgenommen hat, sowie andere militärische Fahrzeuge können damit nicht aufgeklärt werden. Die während des Zweiten Weltkrieges erreichten Fortschritte auf dem Gebiet der Radartechnik ermöglichten jedoch die Entwicklung leistungsfähiger und kompakter Radargeräte, die zur Artilleriebeobachtung eingesetzt werden konnten. Erste Überlegungen zur Nutzung der Radartechnik für diesen Zweck stellte die Hauptverwaltung Artillerie der Sowjetarmee bereits während des Zweiten Weltkrieges an. Im Jahr 1943 wurde das Forschungsinstitut NII-244 (НИИ-244) des Ministeriums für Verteidigung der Sowjetunion mit der Entwicklung einer entsprechenden Station beauftragt. Leiter der Entwicklung war A. A. Raspletin (А. А. Расплетин). Die SNAR-1 war das erste sowjetische Radargerät, das für diese Zwecke entwickelt und eingesetzt wurde. Die 1947 in die Bewaffnung der Sowjetarmee übernommene SNAR-1 hatte sich grundsätzlich bewährt, wies aber eine Reihe von Unzulänglichkeiten auf. Bei ihr wurden zur Unterbringung der elektronischen Anlagen, der Antenne und der Stromversorgungsaggregate zwei Fahrzeuge benötigt, was die taktische Beweglichkeit einschränkte. Problematisch war auch das geringe Auflösungsvermögen der Station, das das Erkennen der Zielsignale vor dem Hintergrund der Festziele erschwerte.
Mit der Entwicklung wurde wieder das NII-244 (НИИ-244) beauftragt. Dort war bereits die SNAR-1 entwickelt worden. Als Grundlage für die Entwicklung diente das Vorgängermodell. Die grundsätzliche Konstruktion blieb gleich, jedoch wurden die elektronischen Anlagen auf Miniaturröhren umgestellt. Durch das verringerte Volumen der Baugruppen konnte das Elektroaggregat zusammen mit Werkzeugen, Ersatzteilen und Zubehör auf dem Gerätefahrzeug untergebracht werden, der Aggregatewagen entfiel. Die Station arbeitete nun im Millimeterbereich mit einer Wellenlänge von 8 mm. Der Vorgänger SNAR-1 hatte noch Zentimeterwellen mit einer Wellenlänge von 1 bis 3 cm genutzt. Durch die Nutzung von Millimeterwellen konnte das Auflösungsvermögen gesteigert werden, was die Unterscheidung von Fest- und beweglichen Zielen erleichterte. Allerdings wies diese Umstellung auch einen Nachteil auf: Wellen dieser Wellenlänge werden von Niederschlägen deutlich stärker gedämpft. Diese Eigenschaft wird beim Wetterradar genutzt, in diesem Falle führt die Dämpfung zu einer Verringerung der Reichweite oder der Verdeckung von Zielen. Dieser Nachteil war jedoch hinnehmbar, da man mit durchschnittlich 10 bis 15, maximal 90 Stunden entsprechenden Niederschlags je Monat rechnete.
Die Station durchlief noch 1950 die staatliche Erprobung und wurde in die Bewaffnung der Sowjetarmee übernommen.

## Konstruktion

### Aufbau der Station
Das System besteht aus
- dem Gerätefahrzeug
- dem Elektroaggregat AB-4-0/115/Tsch-425

### Grundsätzliches Zusammenwirken der Elemente des Waffensystems
Das Gerätefahrzeug nimmt im Koffer die wesentlichen elektronischen Baugruppen des Systems auf und die Antennenanlage auf. Im Einsatz wird das Elektroaggregat abgesetzt betrieben. Eine Aufklärung während der Fahrt ist nicht möglich.
Grundsätzlich wird die SNAR-2 aus vermessenen Stellungen eingesetzt. Zur Aufklärung wird die Sektorsuche eingesetzt, dabei wird ein Sektor mit einer Breite von 25 bis 28° durchsucht. Die aufgeklärten Ziele werden auf einem Rundsichtgerät dargestellt, auf dem auch elektronisch eine Darstellung der Grenzen des Sektors erzeugt wird. Die Station kann auch im Rundumsuchbetrieb arbeiten. In diesem Verfahren ist anhand bekannter Geländepunkte eine Orientierung der Station möglich. Die zu begleitenden Ziele werden auf einem Sichtgerät dargestellt, mit dessen Hilfe auch Seitenwinkel und Entfernung zum Ziel ermittelt werden. Die berechneten Koordinaten werden fernmündlich und über Funk an die schießenden Batterien übertragen. Das Zielbegleitungs-Sichtgerät dient auch zur Darstellung der Einschläge der eigenen Artillerie und der Vermessung der Ablage. Die ermittelte Ablage wird zur Feuerkorrektur ebenfalls fernmündlich und über Funk an die schießenden Batterien weitergegeben. Für die Übertragung der Informationen sind ein UKW-Funkgerät R109 und zwei Telefonapparate vorhanden.

### Gerätefahrzeug
Das Gerätefahrzeug ist auf Basis des leichten Kettenschleppers AT-L aufgebaut. Anstelle der Pritsche wurde auf das Chassis ein Kofferaufbau gesetzt, der die elektronischen Baugruppen, die Antennenanlage und die Arbeitsplätze der Besatzung aufnimmt. Das Fahrzeug ist insgesamt 8,2 t schwer, 5,52 m lang, 2,20 m breit und 3,07 m hoch. Die Marschgeschwindigkeit liegt bei 30 km/h. Die Besatzung der Station besteht aus insgesamt vier Soldaten.
Die drehbare Antenne ist auf dem Dach des Fahrzeuges angebracht. In Marschlage wird die Antenne nach vorn geklappt und gezurrt. Die Antenne formiert einen 0-05 bis 0-0 rad breiten Strahl, in der vertikalen Ebene wird der Strahl auf 0-20 bis 0-22 rad fokussiert. Bei Sektorsuche und Zielbegleitung wird der Strahl in einem Bereich von 26° mit einer Frequenz von 11 Hz horizontal geschwenkt.
Die elektronischen Anlagen sind mit Ausnahme des Hochfrequenzblocks in zwei Geräteschränken zusammengefasst, die auch die Sichtgeräte aufnehmen. Die Hochfrequenzblock ist am Antennenrahmen befestigt und wird zusammen mit der Antenne horizontal geschwenkt. In ihm werden der Sende-Empfangsumschalter, der Umschalter Antenne-Äquivalent, Sender, der Abstimmoszillator des Überlagerungsempfängers und die Mischstufe des Empfängers zusammengefasst. Die zur Erzeugung des Unterdrucks im Hohlleitersystem erforderliche Luftpumpe ist ebenfalls am Rahmen der Antenne befestigt. Der Sender arbeitet mit einem Magnetron im Millimeterwellenbereich. Ausgesendet werden Impulse mit einer Impulsleistung von 20 bis 30 kW und einer umschaltbaren Impulsfolgefrequenz von 6000 bzw. 3000 Hz. Die niedrige Impulsfolgefrequenz wird zur Zielbegleitung genutzt, die höhere im Rundumsuchbetrieb. Die Impulse sind 0,07 bzw. 0,15 μs lang. Im Abstimmoszillator kommt ein Klystron zum Einsatz.
Durch die verwendeten Zielbegleitungs-Sichtgerät ist die installierte Radarreichweite auf 32 km begrenzt, das Sichtgerät kann zwischen den Maßstäben 32 und 9,16 km umgeschaltet werden. Auch das Zielbegleitungs-Sichtgerät verfügt über eine umschaltbare Darstellung, hier kann zwischen den Entfernungsmaßstäben 1 und 4 km umgeschaltet werden.
Mit der SNAR-2 können Panzer und Kraftfahrzeuge auf eine Entfernung von mindestens 12 km und Schiffe in der Größe eines Zerstörers auf eine Entfernung von mindestens 25 km aufgeklärt werden. Die genaue Bestimmung der Zielkoordinaten ist bis auf eine Entfernung von 16 km möglich. Diese Werte liegen zwar unter denen der SNAR-1, waren aber für die damals in der Bewaffnung der Sowjetarmee befindlichen Geschütze ausreichend. Die tote Zone hat einen maximalen Radius von 200 m, in diesem Bereich um die Radarstation können Ziele nicht aufgeklärt werden. Der Fehler in der Entfernungsbestimmung liegt bei beweglichen Zielen unter 5 m, bei unbeweglichen unter 2 m. Im Seitenwinkel unter 0–02 rad. Das Auflösungsvermögen liegt bei 15 m in der Entfernung und 0–07 im Azimut, damit können bewegliche Ziele deutlich besser erkannt werden.

### Elektroaggregat
Als Elektroaggregat wird ein AB-4-0/115/Tsch-425 genutzt. Das Elektroaggregat erzeugt Einphasen – Wechselstrom mit einer Nennspannung von 115 V und einer Frequenz von 425 Hz und Gleichstrom mit einer Spannung von 26 V. Neben dem Hauptaggregat ist noch ein Reserveaggregat gleichen Typs vorhanden. Eines der Aggregate ist in einem gesonderten Abteil im Heck des Aufbaus untergebracht. Es kann dort, aber auch bis zu 15 m abgesetzt betrieben werden.

## Einsatz

### Einsatzgrundsätze
Die SNAR-2 wurde auf Ebene der Division zur Führung der in Divisionsartilleriegruppen zusammengefassten Artillerie eingesetzt. Dazu war sie in der Struktur den Führungsbatterien des Chefs Artillerie bzw. des Chefs Raketentruppen und Artillerie zugeordnet.

### Einsatzstaaten
Das System wurde in der Sowjetarmee eingeführt, aber bereits ab 1960 durch die überarbeitete SNAR-6 ersetzt. Die SNAR-2 wurde auch in einzelne Staaten, wie beispielsweise die DDR, exportiert.

### Einsatz in der DDR
In der Nationalen Volksarmee der DDR wurde die SNAR-2 ab 1956 in geringer Stückzahl eingesetzt. Abweichend vom Ursprungsnamen wählte man die Bezeichnung Artillerie-Funkmeßstation AFMS-2. Wegen der hohen Betriebskosten des Gleiskettenfahrzeugs wurden die vorhandenen Stationen 1974/75 in der Instandsetzungsbasis für Bewaffnung 2 (IBB-2) in Doberlug-Kirchhain auf den Lkw Ural-375D umgebaut. In den Verbänden der ständigen Gefechtsbereitschaft wurde die AFMS-2 in den 1970er Jahren durch die AFMS-10 ersetzt. Die freiwerdenden Stationen wurden als Ausbildungsgerät genutzt oder den Führungsbatterien des Chefs Raketentruppen und Artillerie der Mobilmachungsdivisionen zugewiesen. Bei Auflösung der NVA 1990 befanden sich noch einige AFMS-2 im Bestand der NVA.